# Curt von Ulrich

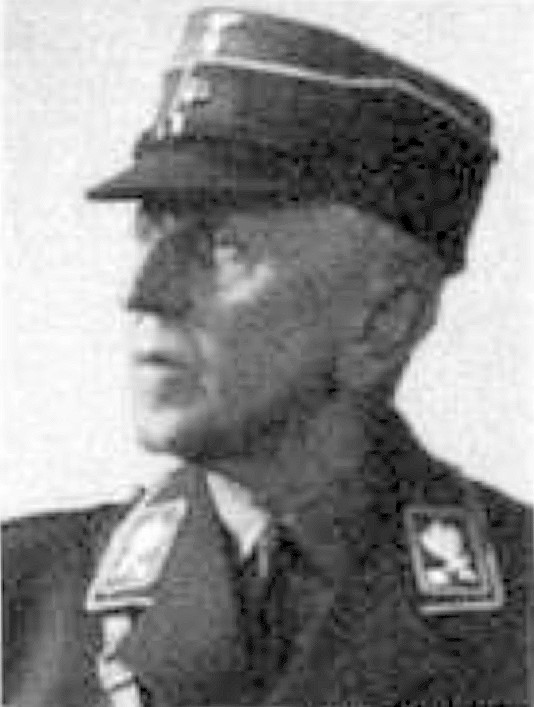
Curt von Ulrich

Curt Albert Paul von Ulrich (* 14. April 1876 in Fulda; † 2. Februar 1946 im Speziallager Nr. 8 Torgau (Fort Zinna)) war ein deutscher Soldat,  Politiker (NSDAP), SA-Obergruppenführer, sowie von 1934 bis 1944 Oberpräsident der preußischen Provinz Sachsen.

## Leben
Ulrich war  der Sohn der Bertha Lutherine Betty Schroetel und des preußischen Generalmajors Carl Johann Albert von Ulrich (1836–1906), der 1893 in Potsdam in den preußischen Adelsstand erhoben worden war. Der Beruf des Vaters beeinflusste den jungen Ulrich und machte außerdem einen ständigen Wohnortwechsel notwendig. Nach dem  Abitur trat Ulrich im September 1894 in das Großherzoglich Hessische Garde-Dragoner-Regiment Nr. 23 in Darmstadt ein. Nach dem Besuch der Kriegsakademie kam er als Höherer Adjutant zum Generalstab. 1913 kam er als Rittmeister einer Eskadron (4.) zum Husarenregiment Nr. 14 nach Kassel. Am Ersten Weltkrieg nahm er als Major beim Stab, als Regimentsführer und Quartiermeister des Armeeoberkommandos teil. Er wurde schwer verwundet, erhielt mehrere Auszeichnungen und galt als kriegsbeschädigt. Im April 1920 nahm er als Leiter der Abwicklungsstelle des Husaren-Regiments Nr. 14 in Kassel als Oberstleutnant seinen Abschied aus der Armee.
Am 12. November 1925 trat Ulrich der NSDAP und der SA bei, nachdem er kurz zuvor aus dem Stahlhelm ausgetreten war. Von 1926 bis 1928 war er Gauführer der SA, SS und HJ in Hessen-Nassau-Nord, Hessen-Nassau-Süd sowie in Nassau. 1928 bis 1930 fungierte er als Stellvertreter des Obersten SA-Führers in Westdeutschland. Von 1930 bis 1933 war Ulrich Generalinspekteur der SA, SS und HJ für Deutschland und Österreich. In Österreich oblag ihm die Oberaufsicht über die NSDAP und ihre Gliederungen. Werner von Fichte war zeitweise einer seiner engsten Mitarbeiter.
Bei der Reichstagswahl 1930 wurde Ulrich erstmals in den Reichstag gewählt und konnte das Mandat auch in den noch kommenden, freien Wahlen verteidigen. Nach der „Machtergreifung“ blieb er bis Kriegsende Mitglied des Reichstages.
Am 29. September 1933 übernahm Ulrich – seit 1. Januar 1933 SA-Obergruppenführer – vertretungsweise, am 16. Oktober kommissarisch, am 1. Dezember endgültig das Amt des Oberpräsidenten der preußischen Provinz Sachsen. Zugleich wurde er zum Preußischen Staatsrat ernannt. Wie schon in Österreich nahm er dieses Amt – gleichzeitig war er Chef des SA-Ausbildungswesens der SA-Gruppe Mitte und Generalinspekteur der SA und SS – sehr ernst und engagierte sich stark. Auf seinen Dienstreisen quer durch die Provinz Sachsen suchte er den Kontakt mit der Bevölkerung. Er ließ sich ihre Sorgen und Nöte vortragen, ermunterte sie zur Kritik, aber verwies auch auf ihre Eigenverantwortlichkeit. Zwar kritisierte Ulrich die willkürliche und ausartende Anwendung der Schutzhaft durch die Gestapo, ließ aber andererseits keinen Zweifel an seiner nationalsozialistischen Überzeugung aufkommen. Seit 1940 gesundheitlich stark angegriffen, versetzte man Ulrich nach längeren Krankheitsphasen im Februar 1944 in den Ruhestand. Am 5. Februar 1944 fand im Festsaal des Oberpräsidiums zu Magdeburg seine Verabschiedung statt. Zu diesem Zeitpunkt war Ulrich SA-Obergruppenführer, Oberstleutnant a. D., preußischer Staatsrat, Mitglied des Reichstages und Träger des goldenen Ehrenzeichens der NSDAP. Er siedelte im Herbst 1944 nach Wernigerode über. Am 18. April 1945 wurde er dort von den Westalliierten verhaftet und bis Ende Juni in Magdeburg inhaftiert. Nach Wernigerode zurückgekehrt, nahm ihn die sowjetische Besatzungsmacht im August 1945 erneut fest. Nach kurzer Haft in Magdeburg erfolgte eine Internierung im sowjetischen Speziallager Nr. 8 in Torgau, wo Ulrich am 2. Februar 1946 verstarb.
Er war seit 1919 verheiratet mit Bodild von Hirschfeld (* 1885), der Tochter von Ludwig von Hirschfeld. Harald von Hirschfeld war ein Neffe seiner Frau.